# Свимран
Свимран (англ. swimrun от англ. swim — «плавать» + англ. run — «бежать») — мультиспортивная гонка, в которой участники последовательно преодолевают несколько чередующихся  беговых и плавательных этапов по пересеченной местности. Особенностью гонки является отсутствие транзитных зон, что приводит к необходимости единого несменяемого комплекта амуниции (одеяние и обувь) на всю дистанцию. Исторически свимраннеры состязаются в командах, состоящих из двух человек; однако в последние годы всё более популярным становится индивидуальное участие.

## Особенности
Отличительной особенностью swimrun является то, что соревнования проводятся исключительно на свежем воздухе, а беговой этап по пересечённой местности.
На длинных дистанциях соревнования как правило проводятся среди команд. Эта мера введена в целях обеспечения безопасности.
На данный момент нет чётких критериев предъявляемых к длине этапов, обычно соревнования делятся по общему количеству преодолеваемых километров.
Участникам разрешено использование дополнительного оборудования такого как лопатки, колобашки и гидрокостюмы. Кроме того плавательный этап участники преодолевают в кроссовках.

## Родственные виды спорта
Swimrun наиболее близок к акватлону, ключевым отличием является проведение соревнований по пересечённой местности, а также разрешение на использование  дополнительного оборудования.

## Известные соревнования
ÖTILLÖ - чемпионат мира по swimrun проходящий в Швеции. Одна из сложнейших гонок на выносливость в мире по версии CNN.